# Старая Яблонка
Старая Яблонка — село в Хвалынском районе Саратовской области России, в составе сельского поселения Алексеевское муниципальное образование.

## История
В Списке населённых мест Российской империи по сведениям за 1859 год упоминается как казённое село Старая Яблонка (Христорождественское) Хвалынского уезда Саратовской губернии, расположенное при ключе Яблонном по левую сторону Казанского почтового тракта из города Волгска в город Сызрань на расстоянии 14 вёрст от уездного города. В населённом пункте имелось 302 двора, проживали 711 мужчин и 730 женщины, имелась православная церковь, работали 9 мельниц. 
Согласно переписи 1897 года в селе проживали 1744 жителя (822 мужчины и 922 женщины), из них православных — 1198, старообрядцев (австрийского толка, беспоповцы и беглопоповцы) — 545.
Согласно Списку населённых мест Саратовской губернии 1914 года Старая Яблонка относилась к Алексеевской волости. По сведениям за 1911 год в селе насчитывалось 361 двор, проживали 2088 приписанных жителей (1041 мужчина и 1047 женщин) и 67 "посторонних" жителей (32 мужчины и 35 женщин). В селе проживали преимущественно бывшие государственные крестьяне, мордва и великороссы, составлявшие одно сельское общество. В деревне имелись православная церковь и земская школа.

## Физико-географическая характеристика
Село находится в пределах Приволжской возвышенности, являющейся частью Восточно-Европейской равнины, по правую сторону Саратовского водохранилища, вытянуто вдоль ручья, протекающего среди восточных отрогов Хвалынских гор, достигающих высоты 350-360 метров над уровнем моря (урез воды Саратовского водохранилища
- 28 метров над уровнем моря. Почвы - чернозёмы остаточно-карбонатные.
Село расположено примерно в 8 км по прямой в южном направлении от районного центра города Хвалынска. По автомобильным дорогам расстояние до районного центра составляет 12 км, до областного центра города Саратов - 197 км. До железнодорожной станции Кулатка (линия Сызрань — Сенная) — 45 км.
Часовой пояс
Старая Яблонка, как и вся Саратовская область, находится в часовой зоне МСК+1. Смещение применяемого времени относительно UTC составляет +4:00.

## Население
Динамика численности населения по годам:
| Годы      | 1859 | 1897 | 1911 | 2002 |
| --------- | ---- | ---- | ---- | ---- |
| Население | 1441 | 1744 | 2155 | 214  |

| 2002 | 2010 |
| ---- | ---- |
| 214  | ↘123 |

Национальный состав
Согласно результатам переписи 2002 года русские составляли 94 % населения села.